# Малі Ланки
Малі Ла́нки (до 1946 року - Ланки Малі) — село в Україні, у Бібрській міській громаді Львівського району Львівської області. Населення становить 575 осіб.

## Географія
У селі річка Біла впадає у Боберку.

## Історія
На 1 січня 1939 року в селі мешкало 940 осіб (400 українців-грекокатоликів, 280 українців-римокатоликів, 110 поляків, 120 польських колоністів міжвоєнного періоду, 30 євреїв).

## Населення

### Мова
Розподіл населення за рідною мовою за даними перепису 2001 року:
| Мова       | Кількість | Відсоток |
| ---------- | --------- | -------- |
| українська | 572       | 99.48%   |
| румунська  | 2         | 0.35%    |
| російська  | 1         | 0.17%    |
| Усього     | 575       | 100%     |